# Pappogeomys alcorni
Espèce
Statut de conservation UICN

 CR A2bc : 
En danger critique
Pappogeomys alcorni est une espèce de Rongeurs de la famille des Géomyidés qui rassemble des gaufres ou rats à poche, c'est-à-dire à abajoues. Ce gaufre endémique du Mexique est en danger critique d'extinction.
L'espèce a été décrite pour la première fois en 1957 par Robert J. Russell et nommée en hommage à la collection de mammifères mexicains rassemblée par Joseph Raymond Alcorn.
ITIS ne reconnaît pas cette espèce et la considère comme une sous-espèce de Pappogeomys bulleri.